# Kunstweide
Onder een kunstweide verstaat men een perceel dat een tijdelijke bestemming als grasland heeft.
In het kader van vruchtwisseling wordt dan gras ingezaaid, wat tijdelijk een goede opbrengst geeft. Na enige tijd wordt weer overgeschakeld op een ander gewas.
Ten onrechte wordt de term wel gebruikt voor iedere kunstmatig ingezaaide weide, ook al is deze bestemd voor permanent gebruik.